# Lizzo
Lizzo, pseudonimo di Melissa Viviane Jefferson (Detroit, 27 aprile 1988), è una cantante, rapper e flautista statunitense.
Ha esordito sulla scena musicale cantando per vari piccoli gruppi, ricevendo un seguito prettamente locale. Ha poi avviato la sua carriera da solista nel 2013 con il suo album di esordio Lizzobangers, a cui hanno fatto seguito poi il suo secondo album Big Grrrl Small World (2015) e l'EP Coconut Oil (2016). Tuttavia, è salita alla ribalta nel 2019 con il suo terzo album Cuz I Love You, anticipato dal singolo Juice. Nello stesso anno due suoi vecchi brani, Good as Hell del 2016 e Truth Hurts del 2017, ritrovano un'inaspettata popolarità e diventano delle sleeper hit, raggiungendo rispettivamente il terzo e il primo posto della Billboard Hot 100 statunitense e rientrando nelle classifiche di vari paesi.
Si è aggiudicata alcuni dei riconoscimenti più prestigiosi nell'ambito della musica: ai Grammy Awards del 2020 è risultata l'artista con più candidature (otto), tra cui le quattro sezioni principali (canzone dell'anno, registrazione dell'anno, album dell'anno e miglior artista esordiente), vincendo i premi per miglior album urban contemporaneo, miglior interpretazione pop solista e miglior interpretazione R&B tradizionale. Nel 2023 ha vinto un quarto Grammy, come registrazione dell'anno, grazie al singolo di successo del 2022 About Damn Time.

## Biografia
Nasce a Detroit, cresce a Houston per poi trasferirsi a Minneapolis nel 2011. Ha iniziato la sua carriera da adolescente durante la permanenza a Houston, cominciando a rappare già a 14 anni insieme ai suoi migliori amici, con i quali forma un gruppo chiamato Cornrow Clique. A Minneapolis si esibisce con gruppi indie tra cui il duo elettro-pop, Lizzo & the Larva Ink. Durante questo periodo partecipa alla nascita di un gruppo rap / R&B tutto al femminile, "The Chalice" con cui nel 2012 pubblica il loro primo album "We Are the Chalice", che ottiene successo solo a livello locale.

### Esordi

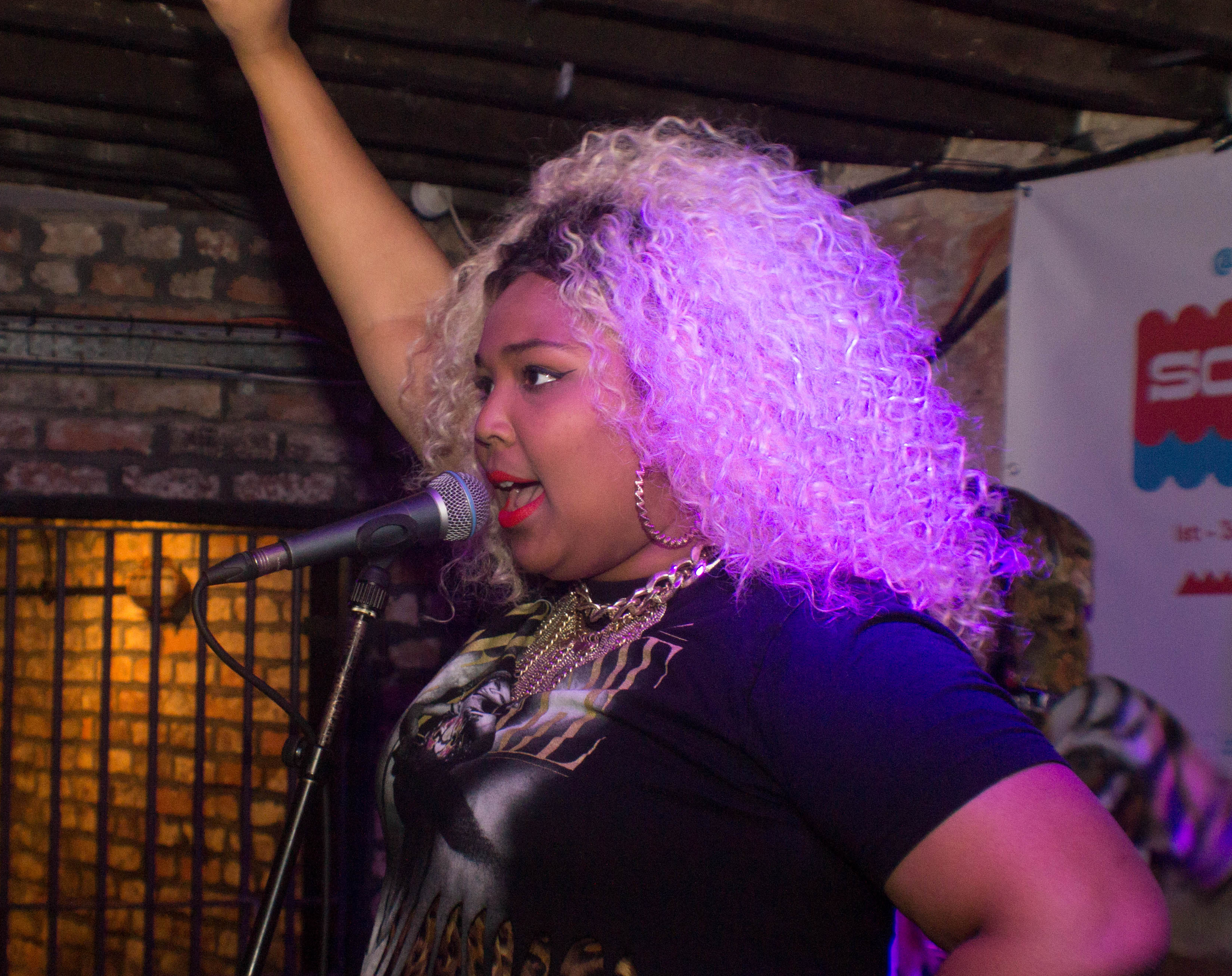
Lizzo a Liverpool nel 2014

Poco dopo, il 15 ottobre 2013 Lizzo pubblica il suo album di esordio Lizzobangers, prodotto da Lazerbeak e Ryan Olson, orientandosi principalmente all'hip-hop classico. Successivamente gira gli Stati Uniti e il Regno Unito aprendo i concerti per Har Mar Superstar e cantando con la sua band. Poco dopo l'uscita dell'album ottiene il premio "Picked to Click" delle City Pages come miglior artista di Twin Cities. mentre nel novembre dello stesso anno, Time la nomina uno dei 14 artisti musicali da tenere d'occhio nel 2014.
Il 1º giugno 2014, Lizzo condivide il palco con St. Paul and The Broken Bones, eseguendo A Change Is Gonna Come insieme. Il 7 ottobre 2014, Lizzo appare come ospite musicale al Late Show with David Letterman. Lizzo inizia a lavorare a nuove canzoni immediatamente dopo la pubblicazione del suo primo album. Sempre nel 2014, Lizzo appare accanto alle compagne di band Sophia Eris e Claire de Lune nella canzone "BoyTrouble", contenuta nell'album di Prince e 3rdEyeGirl, Plectrumelectrum.
Lavorando con Prince, Lizzo afferma che l'esperienza è stata "surreale... quasi come una fiaba" e che era "qualcosa che non riuscirò mai a superare". Nel 2014 partecipa al progetto di StyleLikeU's "What's Underneath", dove si toglie i vestiti mentre parla del rapporto con il suo corpo. Inspirandosi a questo progetto scrive My Skin, che lei stessa ha definito come "la dichiarazione pubblica di una tesi" che avrebbe poi sviluppato nel suo secondo album. L'immagine corporea è un tema importante per Lizzo, e avrà a dire in una intervista per Vice:
(Lizzo per Vice)
L'album Big Grrrl Small World è stato pubblicato l'11 dicembre 2015.

### La svolta commerciale:Cuz I Love YoueTruth Hurts(2016-2020)

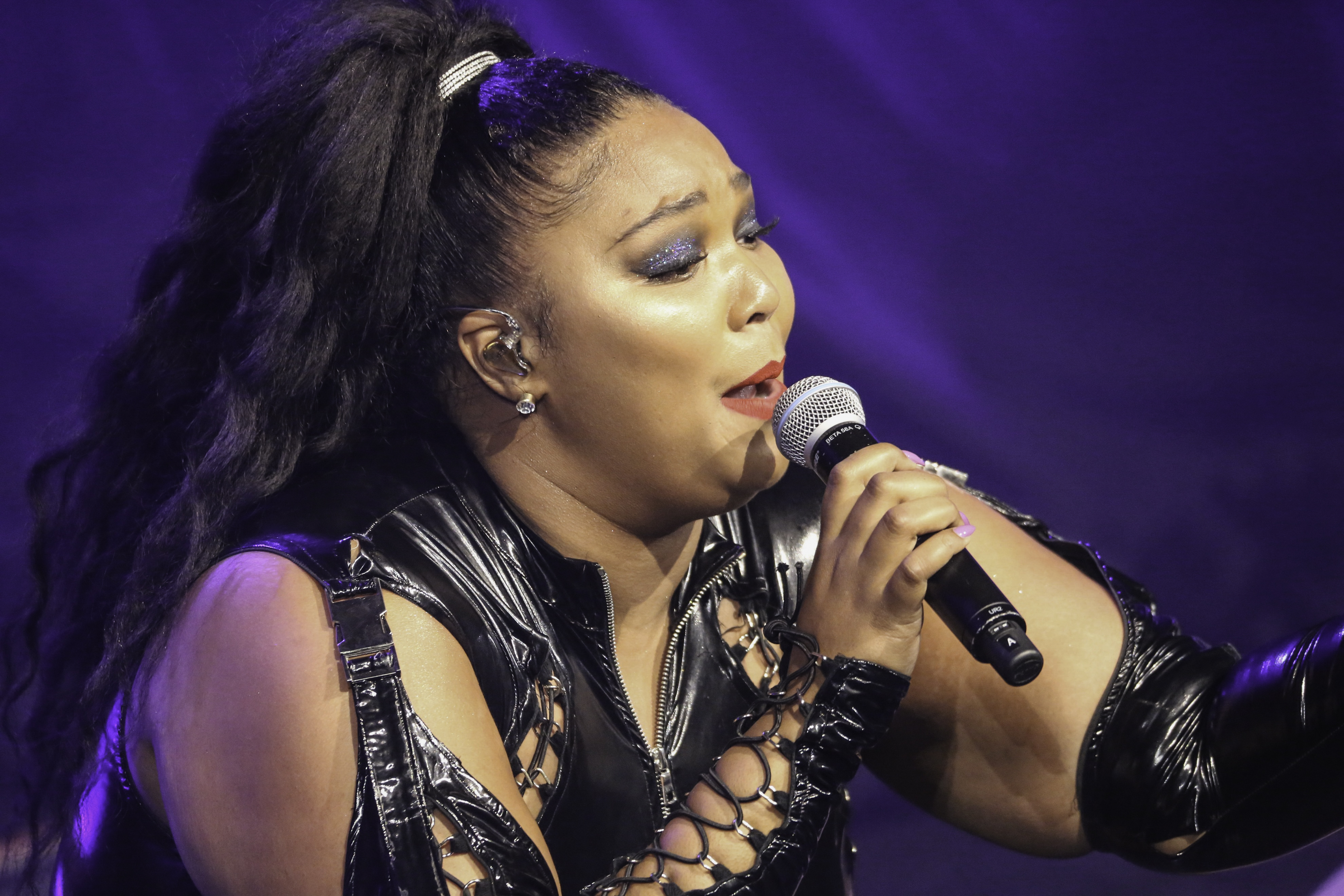
Lizzo al Palace Theatre di Saint Paul nel 2018

Dopo aver firmato un contratto con la Atlantic Records, il 7 ottobre 2016, Lizzo pubblica l'EP Coconut Oil, da cui viene estratta Good as Hell come singolo che viene inserita anche nella colonna sonora del film Barbershop: The Next Cut. Lizzo appare poi come giudice ospite nella decima stagione di RuPaul's Drag Race. Nel 2018, Lizzo è in tour sia con Haim sia con Florence and the Machine. Viene nominata ai Teen Vogue Music Issue nel giugno 2018.
Pubblica un nuovo singolo Juice il 4 gennaio 2019. che anticipa l'uscita del suo terzo album, seguito il 14 febbraio 2019 dall'annuncio della title track.. Il singolo raggiunge immediatamente un ampio successo, soprattutto in Europa: in Italia il brano è stato certificato oro. Cuz I Love You viene pubblicato per la Atlantic il 19 aprile 2019 esordendo alla sesta posizione della Billboard 200. Quest'album segna un punto di svolta nella sua carriera, iniziando a ricevere grande attenzione dal pubblico; rimane nella top 10 della Billboard 200 per diverse settimane. Sempre ad aprile, Lizzo si esibisce per la prima volta al Coachella Festival.
La notorietà di Lizzo colpisce anche il vecchio singolo Truth Hurts: nonostante originariamente pubblicato nel 2017, riscopre piena popolarità dopo essere stato inserito nel 2019 nella colonna sonora del film Netflix Someone Great. Il successo del brano è tale che verrà inserito nella ristampa in versione deluxe dell'album Cuz I Love You. Il singolo raggiunge la top cinque della classifica Billboard Hot 100, contribuendo a incrementare l'interesse per l'album, che resiste così nella top 10 della Billboard 200 per ulteriori settimane. Truth Hurts raggiungerà poi la prima posizione nella Billboard Hot 100 a settembre 2019.
Stessa sorte di sleeper hit toccherà anche al singolo Good as Hell, pubblicato originariamente nel 2016 e che nel 2019 riesce ad arrivare fino alla terza posizione della classifica statunitense. Successivamente viene pubblicato anche un remix del brano con Ariana Grande. Nel 2019 Lizzo entra anche nel mondo cinematografico, prima come doppiatrice in UglyDolls, poi recitando nel film Le ragazze di Wall Street - Business Is Business, uscito a ottobre, dove affianca Constance Wu, Jennifer Lopez, Cardi B, Keke Palmer, Julia Stiles, e Lili Reinhart. Nel 2020 si esibisce al Together at Home, concerto virtuale di beneficenza organizzato da Lady Gaga durante la pandemia di COVID-19.

### Special(2021-2023)
Il 13 agosto 2021 è ritornata sulle scene musicali pubblicando il singolo Rumors, il quale conta la partecipazione di Cardi B. Il 14 aprile 2022 viene pubblicato il singolo About Damn Time, che grazie alla popolarità ottenuta su TikTok raggiunge il vertice della Hot 100 statunitense, divenendo il secondo numero uno di Lizzo in classifica. Esso anticipa il quarto album di inediti Special, uscito il successivo 15 luglio.
Per promuovere il disco, tra l'autunno 2022 e l'estate 2023 la cantante è stata impegnata con il The Special Tour nelle arene di Nord America, Europa e Oceania. Nel mese di febbraio 2023 viene messa in commercio una versione remix del terzo singolo estratto dall'album, l'omonimo Special, che vede la partecipazione della collega e amica SZA.

### 2024-presente
Il 29 marzo 2024 la cantante rivela, attraverso un comunicato sulla rete sociale, di essere stanca delle continue prese in giro ricevute online circa il suo aspetto fisico, presupponendo che si sarebbe presa una pausa. Alcuni giorni più tardi chiarisce che non si sarebbe ritirata dalla scena musicale.
La prima pubblicazione dopo Special è datata 28 febbraio 2025 e si è trattato del singolo Love in Real Life.

## Stile e tematiche
Avendo lottato con problemi relativi all'aspetto fisico fin dalla tenera età, Lizzo sostiene la body positivity e l'amore verso se stessi, focalizzando i testi delle canzoni sui temi della diversità, della relazione col proprio corpo (come in Fitness e Juice), della sessualità (Boys) e del colore della pelle (My Skin). Il corpo di ballo che la accompagna nelle esibizioni, le Big Grrrls, è composto solo da ballerine in evidente sovrappeso, in alcuni casi obese. Evidenziando l'inclusività dei corpi e celebrando l'individualità, Lizzo è apparsa nella campagna Say It Louder della linea di moda ModCloth, lanciata l'11 giugno 2018. Nello stesso mese, ha sfoggiato il primo abito «di taglia grande» realizzato per la sfilata FIT di Future of Fashion di Grace Insogna durante un evento a tema LGBTQ a Pride Island.
La cantante afferma di aver avuto come influenze musicali Missy Elliott, Lauryn Hill, Beyoncé e Queen Latifah, quest'ultima anche riguardo ai temi dell'emancipazione femminile. Come affermato dalla stessa Lizzo in un'intervista del 2018, Lauryn Hill in particolare è stata colei che l'ha ispirata a non limitarsi al solo rap ma anche a cantare nei suoi brani, soprattutto facendo riferimento allo storico album di lei The Miseducation of Lauryn Hill, che ha avuto un'importante influenza sul suo album di debutto.
Lizzo è nota anche per la sua abilità nel suonare il flauto traverso, strumento che ha iniziato a praticare fin da bambina, continuando poi a migliorarne la tecnica fino all'età adulta. Con il flauto si è anche esibita diverse volte dal vivo.

## Discografia
- 2013 – Lizzobangers
- 2015 – Big Grrrl Small World
- 2019 – Cuz I Love You
- 2022 – Special

## Filmografia

### Attrice

#### Cinema
- Le ragazze di Wall Street - Business Is Business (Hustlers), regia di Lorene Scafaria (2019)

#### Televisione
- The Mandalorian – serie TV, episodio 3x06 (2023)

### Doppiatrice
- Pupazzi alla riscossa (Uglydolls), regia di Kelly Asbury (2019)
- I Simpson (The Simpsons) – serie animata, episodio 34x22 (2023)
- IF - Gli amici immaginari (IF), regia di John Krasinski (2024)

## Televisione
- Brad Neely's Harg Nallin' Sclopio Peepio, 4 episodi (2016)
- Wonderland, 10 episodi (2016)
- Yeti! Yeti! (2018)
- RuPaul's Drag Race – reality show, episodio 10x10 (2018)
- Non c'è bisogno di presentazioni - Con David Letterman (My Next Guest Needs No Introduction with David Letterman), episodio 3x04 (2020)
- Lizzo: Attenti alle Big Girrrls (Lizzo's Watch out for the Big Girrls) – reality show, 8 episodi (2022-presente)

## Tournée
- 2017 – Good as Hell Tour
- 2019/20 – Cuz I Love You Tour
- 2022/23 – The Special Tour

Come artista d'apertura
- 2018 – Sister Sister Sister Tour delle Haim[52]
- 2018 – High as Hope Tour dei Florence and the Machine[53]

## Riconoscimenti
- American Music Awards
  - 2019 – Candidatura al miglior artista emergente
  - 2019 – Candidatura alla miglior artista R&B/soul femminile
  - 2019 – Candidatura alla migliore canzone R&B/soul per Juice
- BET Awards
  - 2019 – Candidatura alla miglior artista hip hop
  - 2020 – Candidatura alla miglior artista hip hop
  - 2020 – Miglior artista R&B/soul
  - 2020 – Candidatura all'album dell'anno per Cuz I Love You
  - 2020 – Candidatura al BET Her Award per Tempo
- BET Hip Hop Awards
  - 2020 – Candidatura all'album dell'anno per Cuz I Love You
  - 2020 – Candidatura alla canzone d'impatto per Tempo
- Emmy Awards
  - 2022 – Miglior reality competitivo per Lizzo's Watch Out for the Big Grrrls
- Grammy Awards
  - 2020 – Candidatura al miglior artista esordiente
  - 2020 – Candidatura all'album dell'anno per Cuz I Love You
  - 2020 – Miglior album urban contemporaneo per Cuz I Love You
  - 2020 – Candidatura alla registrazione dell'anno per Truth Hurts
  - 2020 – Candidatura alla canzone dell'anno per Truth Hurts
  - 2020 – Miglior interpretazione pop solista per Truth Hurts
  - 2020 – Candidatura alla miglior interpretazione R&B per Exactly How I Feel
  - 2020 – Miglior interpretazione R&B tradizionale per Jerome
  - 2023 – Registrazione dell'anno per About Damn Time